# قلعة روميو

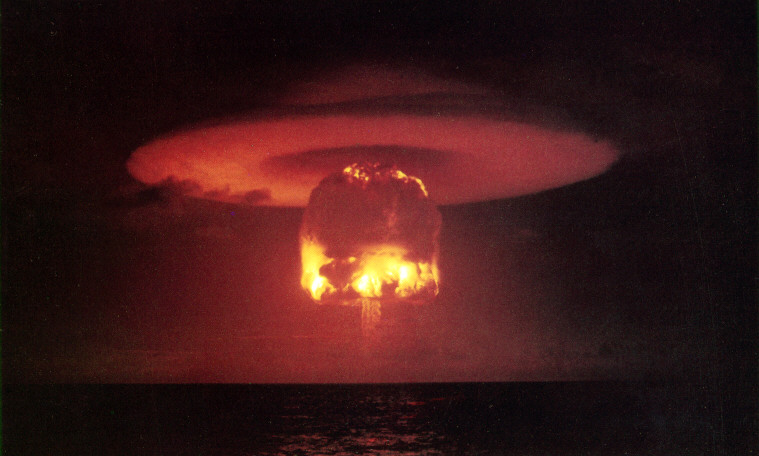
صورة لقلعة روميو

قلعة روميو هو الاسم الرمزي المعطى لأحد الاختبارات في سلسلة عملية القلعة من التجارب النووية الأمريكية. كان هذا أول اختبار لسلاح نووي حراري وأول قنبلة نووية حرارية منتشرة.

## نبذة
تم تفجيره في 27 مارس 1954 بعد العديد من التأخير (الذي أدى إلى الفوضى مع برنامج القياسات التجريبية المخطط له) في بيكيني جزيرة مرجانية من جزر مارشال على باخرة راسية في منتصف الحفرة. كان هذا أول اختبار قائم على بارجة وهي ضرورة نشأت لأن الأجهزة النووية الحرارية القوية طغت الجزر الصغيرة بالكامل بعد التفجير.